# Christen Democraten Federaal
De Christen Democraten Federaal of Chrétiens démocrates fédéraux (CDF) was van 2002 tot 2013 een Franstalige christendemocratische partij in België. Van 2007 tot 2009 had de partij een Vlaamse vleugel en was daarmee tweetalig.
Ze werd opgericht onder de naam Chrétiens Démocrates Francophones op 20 mei 2002 als afscheuring van de cdH, die twee dagen daarvoor ontstaan was na een ideologische verruiming en naamsverandering van de PSC, de oude naam van de Franstalige christendemocraten.
De oprichtende leden van de CDF vonden dat de cdH haar christelijke identiteit had verloochend.
In juni 2007 wijzigde de partij haar naam in Chrétiens Démocrates Fédéraux en het Nederlandse equivalent 'Federale Christen Democraten'. De officiële afkorting werd CDF-FCD. In 2009 viel de partij echter uiteen toen de Nederlandstalige sectie zich afscheurde onder de naam VCD, omdat deze sectie wenste samen te werken met het Vlaams Belang.
De laatste voorzitter was Pierre-Alexandre de Maere d'Aertrycke, hij volgde Benoît Veldekens op in december 2006.
De partij was lid van de Europese Christelijke Politieke Beweging.
Er waren sinds 2006 vier CDF-gemeenteraadsleden, verkozen op voornamelijk MR-lijsten in Sint-Lambrechts-Woluwe (schepen Benoît Veldekens en gemeenteraadslid Pierre-Alexandre de Maere d'Aertrycke) en in Sint-Jans-Molenbeek (gemeenteraadslid Luc Léonard). Er stonden ook CDF-kandidaten op cdH-lijsten in 2006, o.a. in Luik. Een lokale, politiek-gemengde ARC-lijst (Avenir et renouveau communal) in Chaumont-Gistoux leverde twee CDF-verkozenen op.
Voor de federale verkiezingen van 2010 ging de partij in kartel met de BUB onder de naam BELG-UNIE. In juni 2011 werd dit kartel uitgebreid met de Belgische Alliantie.
In 2013 werd de partij opgeheven.